# Доломит (завод, Витебск)
ОАО «Доломи́т» (бел. ААТ «Даламіт») — белорусская компания, расположенная в Витебске (до 1970 года — в посёлке Руба Витебского района), единственный производитель доломита и изделий из него в Республике Беларусь.

## История
В 1931 году в посёлке Руба северо-восточнее Витебска был основан известковый завод. В 1930-е годы в карьере начали применяться экскаваторы для вскрышных работ и узкоколейные паровозы для вывоза грунта. В годы Великой Отечественной войны разрушен, в полном объёме восстановил деятельность к 1949 году. Площадки завода находились по обеим берегам Западной Двины, и для перемещения сырья была построена канатная дорога, действовавшая до 1977 года. В 1960-е годы продукцию завода начали широко использовать в сельском хозяйстве для известкования почв: было установлено, что доломитовая крошка является одним из наиболее эффективных средств раскисления почвы и нормализации её pH. В результате началось расширение предприятия. До 1964 года назывался Витебский известковый завод № 1 «Руба», в 1964—1967 годах — Витебский завод известняковых удобрений, в 1967—1978 годах — Витебский комбинат известковых материалов. В 1967 году был запущен комбинат известковых материалов — первая очередь завода доломитовой муки, в 1971 году — вторая очередь. В 1974 году построен завод «Гралево-1», в 1978 году — «Гралево-2». 31 июля 1970 года посёлок Руба был подчинён Железнодорожному району Витебска. К концу 1970-х годов производство извести стало второстепенным видом деятельности: в 1975 году было произведено 62 тыс. т извести, а мощности по производству доломитовой муки достигли 5500 тыс. т в год к концу 1970-х годов. В 1978 году предприятие преобразовано в Витебское производственное объединение «Доломит». Предприятие подчинялось Наркомату (с 1946 года — Министерству) промышленности строительных материалов Белорусской ССР, в 1994 году перешло в подчинение Министерства архитектуры и строительства Республики Беларусь.
В 1995 году предприятие преобразовано в открытое акционерное общество.
Осенью 2016 года на административном здании предприятия размещена мемориальная доска в честь М. Я. Чуманихиной.

## Современное состояние
Предприятие производит муку известняковую (доломитовую) для сельского хозяйства и стекольного производства, щебень, наполнитель доломитовый, минеральный порошок для асфальтобетонных и органо-минеральных смесей, сырой доломит для металлургической промышленности, тонкодисперсный доломит для строительства, заполнитель для бетона, щебёночно-песчаную смесь. Действуют 11 технологических линий. На предприятии занято около 800 человек.
В 2010-е годы на Западной Двине непосредственно возле предприятия китайская компания построила Витебскую ГЭС. После ввода её в эксплуатацию выяснилось, что вода из образовавшегося водохранилища просачивается в глубокие карьеры «Доломита» в объёме, в десять раз превышающем расчётный. Были начаты работы по возведению водонепроницаемой перемычки и установлены дополнительные насосы по откачке воды.
Для сушки доломитового сырья перед измельчением использовался топочный мазут, с 2000 года по экологическим и экономическим соображениям применяется природный газ.

## Руководство
- Чуманихина, Мария Яковлевна (1978—1991)